# Акатово (Гагарінський район)
Акатово (рос. Акатово) — село Гагарінського району Смоленської області Росії. Входить до складу Акатовського сільського поселення.
Населення — 552 особи (2007 рік).

## Історія
У середині XIX століття Акатово — «власницьке сільце при колодязях», 17 дворів 108 жителів. На початку XX століття — село 19 дворів, 140 жителів.

## Економіка
У селі середня школа, бібліотека, медпункт, будинок культури, м'ясокомбінат, готель.

## Пам'ятки
- Обеліск на братській могилі воїнів Радянської Армії, загиблих у 1941–1943 роках.